# شتات جزائري

الشتات الجزائري
الجزائر
+ 1,000,000
+ 100,000
+ 10,000
+ 1,000

يتألف الشتات الجزائري من الأشخاص ذوي الأصول الجزائرية أو الجنسية الجزائرية الذين يعيشون خارج البلاد، وخاصة في فرنسا، ولكن أيضًا في بقية أنحاء العالم. يعود ذلك بشكل كبير إلى ارتفاع معدلات الهجرة من الجزائر منذ نهاية الحرب العالمية الثانية عام 1945، وإلى الحريات التي منحتها الإدارة الاستعمارية الفرنسية للجزائريين للاستقرار في فرنسا الكبرى بدءًا من عام 1947
في الستينيات والسبعينيات من القرن العشرين، ساهم الوضع الاقتصادي الملائم في فرنسا إلى تفاقم هذه الظاهرة.

## التركيبة السكانية
وفقًا لجيل بيسون، قُدِّر في عام 2000 إجمالي عدد المهاجرين الجزائريين (أي الأفراد المولودين في الجزائر ويعيشون خارج البلاد) بأكثر من مليوني (2) شخص في جميع أنحاء العالم، ما يمثل 6.8٪ من سكان البلاد. 
وفقًا للجمعية الدولية للجالية الجزائرية في الخارج، التي تأسست في لندن عام 2012، قُدِّر عدد الجزائريين أو الأفراد من أصل جزائري المقيمين في الخارج بنحو 6 ملايين نسمة في عام 2012.
بحسب عالم الاجتماع حسين خلفاوي، فإن أكثر من 80% من الجالية الجزائرية المقيمة في أمريكا الشمالية (الولايات المتحدة وكندا) تتكون من أفراد متعلمين تعليماً عالياً. وأفاد فاتح الوزاني، رئيس شبكة الجزائريين المتخرجين من المدارس والجامعات الفرنسية المرموقة، في عام 2013 بأن هناك ما بين 300 ألف و400 ألف من المديرين التنفيذيين ورجال الأعمال الجزائريين، أو من ذوي الأصول الجزائرية، في فرنسا وأوروبا.

## إحصاءات
| البلد            | الأعداد               |
| ---------------- | --------------------- |
| فرنسا            | 2٬000٬000 – 5٬000٬000 |
| إسبانيا          | 64٬000– 300٬000       |
| كندا             | 110٬000 – 160٬000     |
| إيطاليا          | 50٬000 – 100٬000      |
| المملكة المتحدة  | 33٬000                |
| الولايات المتحدة | 30٬000                |
| فلسطين           | 46٬477                |
| ألمانيا          | 22٬000                |
| سويسرا           | 13٬000                |
| تونس             | 12٬000                |
| المغرب           | 11٬284                |
| بلجيكا           | 9٬944                 |
| هولندا           | 8٫338                 |
| المكسيك          | 2٬000                 |
| مصر              | 2٬000                 |
| أيرلندا          | 1٬047                 |
| البرتغال         | 1٬000                 |